# Мартыновский, Владимир Сергеевич
Влади́мир Серге́евич Мартыно́вский (укр. Володимир Сергійович Мартиновський; 22 мая 1906, Руза, Московская губерния — 2 августа 1973) — украинский советский ученый, доктор технических наук, профессор, заслуженный деятель науки и техники Украины. Ректор Одесского технологического института пищевой и холодильной промышленности (ныне — Одесская государственная академия холода) c 1948 по 1973 год. Автор 9 учебников и монографий по холодильной тематике. Лауреат Премии Совета Министров СССР. Участник Великой Отечественной войны.

## Биография

### Происхождение
Родился 22 мая 1906 года в городе Руза Владимирской губернии в семье политических ссыльных. Отец — Сергей Иванович Мартыновский, был народовольцем. За свои убеждения провёл в тюрьмах и ссылках более 20 лет. В XX веке, вплоть до 1995 года его именем называлась нынешняя Греческая площадь в Одессе. Брат — Александр Сергеевич Мартыновский, участник Гражданской войны. В 1920-е годы возглавлял редакцию газеты «Комсомольская правда» и журнала «Молодая гвардия», псевдоним — Тарас Костров.

### Начало карьеры
В 1930 году окончил судостроительный факультет Одесского политехнического института. Впервые начал профессионально заниматься научной работой в Одесском институте инженеров водного транспорта (ОИИВТ), после чего в конце 1933 года под руководством профессора С. Д. Левенсона досрочно защитил кандидатскую диссертацию на тему «Изоляция рефрижераторных судов». Затем начал преподавать техническую термодинамику, а также холодильные установки. Позже работал деканом, после чего был назначен заместителем директора по учебной и научной работе.
С 1936 года занимался публикацией научных трудов в изданиях ЦНИИ водного транспорта, ВНИХИ и сборниках научно-исследовательских работ ОИИВТ. Тематика работ достаточно разносторонняя — «расчет изоляции судов», «применение цикла Ворхиса» и т. д. С 1936 года начал публиковать свои статьи в журнале «Холодильная техника».
В довоенный период написал работы по обоснованию метода анализа и сравнения прямых и обратных термодинамических циклов созданного им позже в окончательном виде.
Один из первых стал применять диоксид углерода, как рабочее тело (хладагент) обратного регенеративного газового цикла при производстве тепла и холода.
В 1936 году (вместе с Николаевым, Мосориным, Эргардтом и Белякевичем) обвинил директора Одесского института инженеров водного транспорта Демидова М. Д в государственных преступлениях — вредительстве и контрреволюционной агитации. В результате Демидов умер в лагере. Впоследствии Демидов был реабилитирован.

### Великая Отечественная война
В годы Великой Отечественной войны служил в Управлении оборонительных сооружений Черноморского флота ВМФ СССР, участвовал в создании оборонительных сооружений Севастополя и на Северном Кавказе. В конце войны на освобождённой территории Европы занимался поисками вывезенного оккупантами из СССР оборудования. Награждён медалями «За оборону Кавказа», «За оборону Севастополя», «За победу над Германией в Великой Отечественной войне 1941—1945 гг.»

### Послевоенный период
После войны занимал административные, научные и преподавательские должности в Одесском институте инженеров морского флота (ОИИМФ). Совместно с опытным ученным, профессором С. Д. Левенсоном издал учебник «Судовые холодильные установки» и работал над созданием докторской диссертации.
В начале 1948 года кандидатура Мартыновского была утверждена на должность директора Одесского технологического института консервной промышленности (ОТИКП) (ныне — Одесская государственная академия холода). Мартыновскому было поручено приступить к подготовке инженеров-холодильщиков, в связи с нехваткой специалистов по холодильной тематике. Позже им был организован факультет холодильных машин, на котором обучалось 313 студентов. В начале 1950 года вуз был преобразован в Одесский технологический институт пищевой и холодильной промышленности (ОТИПХП).

### 50-е годы
Для обучения в аспирантуре занимался отбором наиболее способных студентов, а также, будучи ректором, привлекал преподавателей из других вузов. Благодаря Мартыновскому в ОТИХП пришли В. Ф. Чайковский, Л. З. Мельцер, Б. А. Минкус, ставшие позже докторами наук. В те же годы им организованы базовые кафедры: кафедра холодильных машин (её возглавил сам Мартыновский) и кафедра холодильных установок, которую возглавил известный холодильщик, в будущем — доктор технических наук и профессор — Сергей Чуклин. Под его руководством ученые кафедры начали исследования по нескольким направлениям: определение потерь в холодильных компрессорах, влияющих на его энергетическую эффективность и производительность, вихревое охлаждение, эжекторная холодильная машина на неводяном паре, тепловой насос и пр.
В 1950 году окончил подготовку и издал работу по процессам в холодильных машинах, а также защитил в Ленинградском технологическом институте пищевой и холодильной промышленности докторскую диссертацию по теме «Термодинамический анализ холодильных циклов». Основные положения диссертации были изложены во второй его монографии «Термодинамические характеристики циклов тепловых и холодильных машин», изданной в 1952 году. Впоследствии в своих трудах В. С. Мартыновский продолжил разрабатывать созданный им метод термодинамического анализа.
В 1955 году вышла монография В. С. Мартыновского по тепловым насосам.
Тогда же в институте начинались разработки термоэлектрического полупроводникового охладителя, о перспективности которых Мартыновский заявлял в своих ранних публикациях.
С 1955 года состоял в редакционной коллегии журнала «Холодильная техника». В 1955 году участвовал в IX Всемирном конгрессе Международного института холода (МИХ), который состоялся в Париже, где был избран вице-президентом III комиссии МИХ.
В 1957—1958 годах в рамках реализации программы ЮНЕСКО возглавлял делегацию советских и зарубежных специалистов занимавшихся созданием в Индии Бомбейского технологического института. Вел лекции, занимался подготовкой инженеров-холодильщиков, не прекращал научные разработки.
После возвращения продолжил руководить вузом, организовыва научные лаборатории, продолжая заниматься научными разработками и подготовке научных сотрудников. В институте ученые начали работы по использованию смесей хладагентов в холодильных машинах. Мартыновский поставил задачу формирования таких смесей, которые бы не только вызывали увеличение эффективности холодильных систем, но и понижение рабочей температуры, которая обычно могла достигаться с помощью одноступенчатого компрессора.
В 1958 году при институте создали научно-исследовательский сектор (НИС). В 1959 году была создана проблемная научно-исследовательская лаборатория (ПНИЛ).

### 60-е годы
С 1960 по 1964 гг. работал в Париже руководителем департамента образования и прикладных наук при ЮНЕСКО. Основным направлением его деятельности на этом посту было создание высших учебных заведений в странах «третьего мира». Создал методические рекомендации, высоко оцененные Генеральной конференцией ЮНЕСКО.
Помогал в научных исследованиях ученикам и коллегам. Написал учебные работы по холодильным установкам и по холодильным установкам на судах. В эти же годы выходят статьи в соавторстве с В. А. Наером об исследованиях термоэлектрических вариаторов тепловых потоков.
В 1959—1960 была организована кафедра по обучению в области глубокого холода, которую возглавил доцент (позже — профессор) В. П. Алексеев. Также была создана лаборатория по изучению разделения воздуха, оснащенная импортным оборудованием.

### Последние годы
В 1970 году институт реорганизован в Одесский технологический институт холодильной промышленности (ОТИХП). Институт получил техническую направленность и прекратил работу с пищевой и консервной тематикой.
В 1971 году Мартыновский возглавил советскую делегацию на XIII Всемирном конгрессе МИХ (Вашингтон). На данном конгрессе ученные-холодильщики избрали Мартыновского вице-президентом Научного совета МИХ. Благодаря его авторитету во всем мире XIV всемирный конгресс было решено было проводить в Москве. После утверждения даты и места проведения Мартыновский готовился выступать на конгрессе с несколькими докладами. Также ряд докладов по холодильной тематике должны были провести ведущие научные сотрудники института. Также в этот период он занимался термодинамическими аспектами транспортировки жидкого природного газа. В 1971 и 1972 годах он издает две книги: учебник по судовым холодильным машинам и монографию, развивающую методы анализа действительных термодинамических циклов. В 1972 году был главой советской делегации на заседаниях Совета Международного института холода в Париже.
Последнюю свою научную работу Мартыновский закончить не успел. После смерти учёного в 1973 году ученики и ближайшие сотрудники Мартыновского посчитали своим долгом способствовать её изданию. Монография «Циклы, схемы и характеристики термотрансформаторов», подготовленная к изданию И. М. Шнайдом под редакцией В. М. Бродянского, была выпущена в 1979 году. Посмертно (1981) награждён премией Совета Министров СССР.
Похоронен на Втором Христианском кладбище Одессы.

## Научные труды
Мартыновским было написано и издано 9 научных пособий по холодильной тематике, напечатано более 150 статей, зарегистрировано около 25 авторских свидетельств на изобретения. Более 30 ученых защитили кандидатские диссертации под его руководством.
1. ↑  Мартыновский В. С. Индикаторный КПД холодильной установки // Холодильное дело. — 1936. — № 11.
2. ↑  
Мартыновский В. С. Теплообмен с грунтом в холодильных сооружениях и предотвращение грунта от промерзания // Холодильная промышленность. — 1938. — № 2.
3. ↑  Мартыновский В. С. Термодинамическое сравнение образцовых циклов двигателей внутреннего сгорания // Дизелестроение. — 1939. — № 12.
4. ↑  Мартыновский В. С. Выбор регенеративного газового цикла и рациональность замены воздуха углекислотой // Журнал технической физики. — 1940. — Т. Х. — Вып. 23—24.
5. ↑  Левенсон С. Д., Мартыновский В. С. Судовые холодильные установки. — М.: Госмориздат, 1948.
6. ↑  Мартыновский В. С. Холодильные машины (Термодинамические процессы). — М.: Пищепромиздат, 1950.
7. ↑  Мартыновский В. С. Термодинамические характеристики циклов тепловых и холодильных машин. — М.: Госэнергоиздат, 1952.
8. ↑  Мартыновский В. С., Мельцер Л. З., Шнайд И. М. Энергетическая эффективность различных типов генераторов холода // Холодильная техника. — 1961. — № 6.
9. ↑  Мартыновский В. С. Тепловые насосы. — М.—Л.: Госэнергоиздат, 1955.
10. ↑  Мартыновский В. С. Об использовании термоэлектрического эффекта в теплонасосных установках // Труды ОТИПХП. — 1957. — Т. VIII. — Вып. 1.
11. ↑  Чуклин С. Г., Мартыновский В. С., Мельцер Л. З. Холодильные установки. — М.: Торгиздат, 1961.
12. ↑  Мартыновский В. С., Мельцер Л. З. Судовые холодильные установки. — М.: Транспорт, 1964.
13. ↑  Мартыновский В. С., Наер В. А. Полупроводниковые интенсификаторы теплопередачи и теплоизоляторы // Холодильная техника. — 1961. — № 3.
14. ↑  Мартыновский В. С., Наер В. А. Исследование полупроводниковых вариаторов тепловых потоков // Теплоэнергетика. — 1962. — № 6.
15. ↑  Мартыновский В. С., Мельцер Л. З. Судовые холодильные машины и их эксплуатация. — Л.: Судостроение, 1971.
16. ↑  Мартыновский В. С. Анализ действительных термодинамических циклов. — М.: Энергия, 1972.
17. ↑  Мартыновский В. С. Циклы, схемы и характеристики термотрансформаторов. — М.: Энергия, 1979.

## Память
- Институт холода, криотехнологий и экоэнергетики имени В. С. Мартыновского Одесской национальной академии пищевых технологий